# Асланян, Рафаэль Егорович
Рафаэ́ль Его́рович Асланя́н (29 июня 1948, Кировакан, Армянская ССР, СССР — 9 марта 2017, Томск, Российская Федерация) — советский и российский художник, профессор кафедры художественного образования Томского государственного педагогического университета.
Творческие псевдонимы: Рафо, Рафик (Рафик Асланян).

## Биография
Родился в городе Кировакане (ныне Ванадзор), в Армянской ССР. Отец Егор Асланян преподавал английский язык в местной школе, мама была домохозяйкой. В семье было четыре мальчика, трое из которых (в том числе Рафаэль) станут художниками.
Рафаэль Асланян вспоминал:
…Мне было лет пять–шесть, когда на берегу реки я увидел искусную работу художников. Яркость красок, неземная красота творения моментально привлекли моё внимание. У меня тогда возникло ощущение, что передо мной какие-то колдуны, распространяющие свои чары на излучающую радостное свечение палитру…
Помимо получения среднего образования, в своём родном городе окончил художественную школу. В 1976 году окончил вуз — Ереванскую художественно-театральную академию, учился по классу живописи у народного художника Армянской ССР Саркиса Мурадяна.
После получения диплома, по распределению был направлен работать преподавателем изобразительного искусства в город Дилижан.
- 1976 год — победитель Конкурса художников и скульпторов Еревана, удостоен первой премии в номинации «скульптура»,
- 1978—1984 гг. — участник всех республиканских (Армения) художественных выставок; участник Международной выставки молодых художников социалистических стран (Гавана, Куба); участник Всесоюзной художественной выставки (Москва, СССР),
- 1987—1993 гг. — участник всесоюзных, всероссийских и международных художественных выставок (Франция, Италия, Германия, США),
- 1997—1998 гг. — выполнил росписи в православных храмах Татарстана, г. Нурлат (храм Святого Илии), писал и реставрировал иконы.

Художественный стиль Рафаэля Асланяна сложился под влиянием национальной армянской живописи, древнерусской иконописи и западных течений середины XIX — начала XX века.
Создание художественного образа — очень важная задача для мастера. Р.Е. Асланян — мыслитель, художник, который обращается к философским и религиозным темам («Крупная рыба в домашнем аквариуме», «В поисках»). Он предлагает зрителю собственное видение и понимание окружающего мира, возможность найти ответ на сложные вопросы бытия. Творческий поиск, желание изменяться присуще мастеру. Асланян — прекрасный композитор, идеи и сюжеты рождаются в его душе и выплескиваются на холст в экспрессивной манере. Экспрессия, свойственная практически всем произведениям художника, является определяющим элементом его искусства. Рафаэль Асланян — выдающийся колорист, использующий в своей живописи все возможности цвета: от ярких контрастов до тончайших нюансов. 
(О персональной выставке художника Рафаэля Асланяна в Томске, ноябрь 2013)
В Томске жил и работал с 1998 года. При поддержке департамента культуры здесь он получил мастерскую, а также в 1998—2007 гг. работал преподавателем в Томском культурно-просветительском училище имени В. Шишкова. При создании в структуре ТГПУ учебного подразделения «Институт культуры и искусств», с самого начала становления этого факультета становится его преподавателем, профессором (с 2006) по кафедре музыкального и художественного образования.
В 1998—2013 гг. — участник томских областных, сибирских краевых, всероссийских, международных художественных выставок. Персональные выставки в Томске, Северске, Юрге, Новосибирске, Красноярске и Москве.
В 2002 году — победитель конкурса проекта Памятника воинам, погибшим в Афганистане и локальных войнах, город Томск.
Член Союза художников России, член Международной ассоциации изобразительных искусств АИАП ЮНЕСКО.
В 2012 году издательским домом «Смелая версия» (Томск), в типографии «Иван Фёдоров» вышел иллюстрированный альбом «Рафаэль Асланян. Творчество», посвящённый художнику и его работам.
Последние выставки, в которых участвовал художник:
- Томская областная художественная выставка в галерее «Астра»; Томск, 1 сентября — 31 октября 2011 года.
- Региональная художественная выставка «Осенний вернисаж», Красноярск, 2012.
- Межрегиональная художественная выставка, посвящённая 350-летию города Иркутска, 2012.
- Выставка Томских художников в городе Северске (Краеведческий музей). Северск, 2012.
- Р. Асланян. Персональная выставка «Предчувствую явление любви». Северск, ноябрь 2012.
- Международная художественная выставка. Омск, 2013.
- Р. Асланян. Персональная выставка, Томский областной художественный музей. Томск, 2013.
- II Новосибирская межрегиональная художественная выставка «Красный Проспект». Новосибирск, 2014.

Картины художника хранятся в многочисленных коллекциях российских и зарубежных музеев, в частных собраниях ценителей живописи.
В марте 2017 года в результате начавшегося обширного инфаркта Р. Асланян был срочно госпитализирован по «скорой».

## Публикации
- Рафаэль Асланян: Творчество (учебное наглядное пособие). — Томск: ИД «Смелая версия» и ООО Типография «Иван Фёдоров», 2012 . — 104 с., ил. — Электронный ресурс: smel.tomsk.ru.
- Асланян Р.Е. Живопись (учебное пособие). — Томск: Издательство ТГПУ, 2012. — 98 с.  — ISBN 978-5-89428-608-2
- Асланян Р.Е. Особенности работы со студентами младших курсов педагогического вуза на занятиях по рисунку (научная статья) / Актуальные проблемы преподавания творческих дисциплин в контексте современного образования и культуры: Материалы III Всероссийской научно-практической заочной конференции (г. Томск, 14 ноября 2014 г.) / Под ред. Е.А. Каюмовой, И.В. Рудина. — Томск: Издательство ТГПУ, 2014. — 196 с.
- Веснина, Татьяна. Оправдание Малевича. О художнике Рафо Асланяне // Красное знамя, обл.газета. — Томск, 2014. — 3 февраля. — Электронный ресурс: krasnoeznamya.tomsk.ru
- Тайлашева, Елена. Высшая лига. Культура и искусство // Томские новости, газета. — Томск, 2011. — 27 мая. — Электронный ресурс: tomsk-novosti.ru (эссе о художниках и музыкантах, в том числе о Р.Е. Асланяне, фото).
- Шелест, Татьяна. Рафо. Палитра любви и страсти // Томская неделя, газета. — Томск, 2015. — 21 августа. — Электронный ресурс: tomskw.ru.